# Adainville

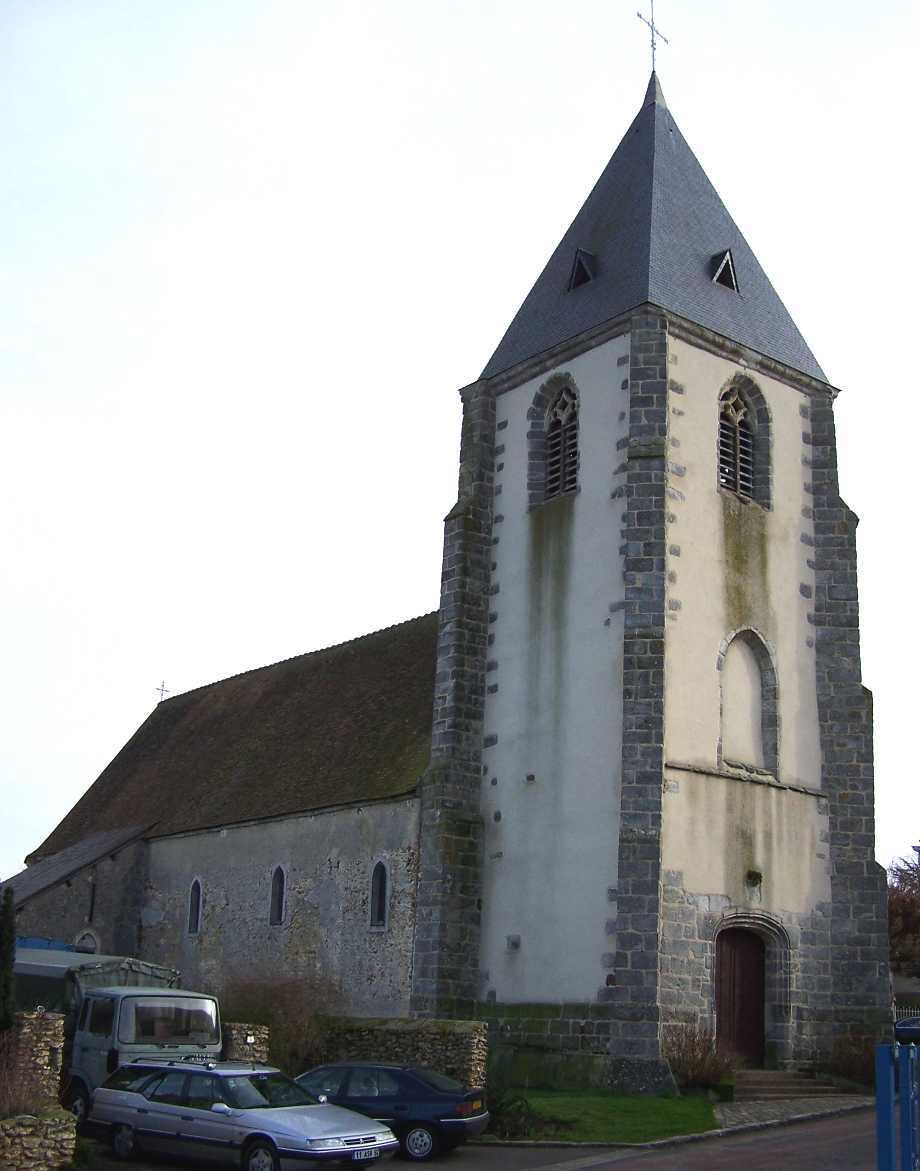
L'église Saint-Denis

Adainville là một xã thuộc tỉnh Yvelines trong vùng Île-de-France miền bắc nước Pháp.